# Decembrie 2019
Acest articol este generat integral pe baza informațiilor din articolul 2019 și este actualizat periodic de un robot.
 Editările făcute în articol vor fi șterse la următoarea actualizare! Dacă doriți să faceți modificări, editați articolul-sursă.

ianuarie -
februarie -
martie -
aprilie -
mai -
iunie -
iulie -
august -
septembrie -
octombrie -
noiembrie -
decembrie
Decembrie 2019 a fost a douăsprezecea lună a anului și a început într-o zi de duminică.

## Evenimente

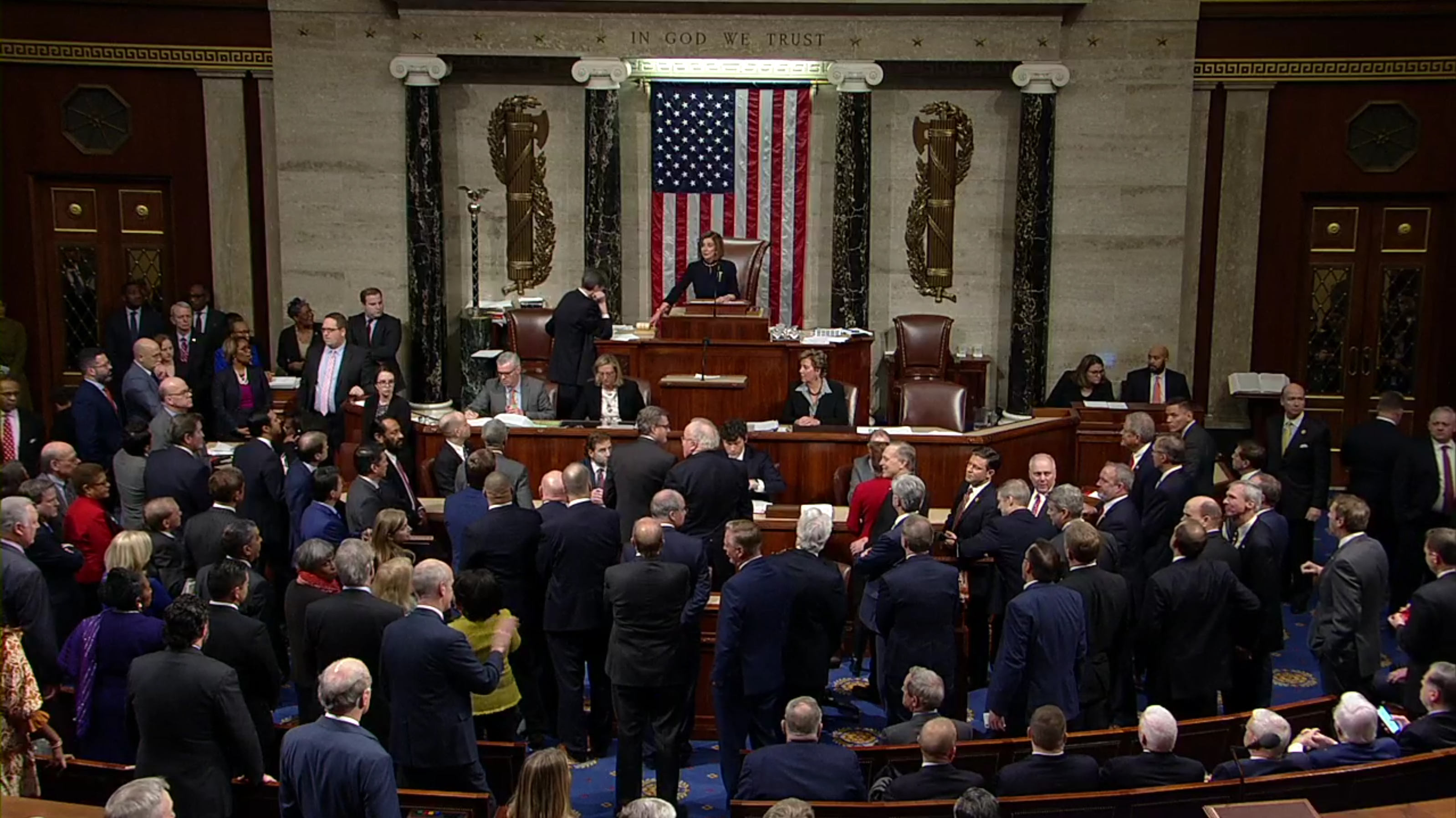
Camera Reprezentanților votează pentru adoptarea articolelor punerii sub acuzare a președintelui american Donald Trump pentru abuz de putere și încălcarea constituției.

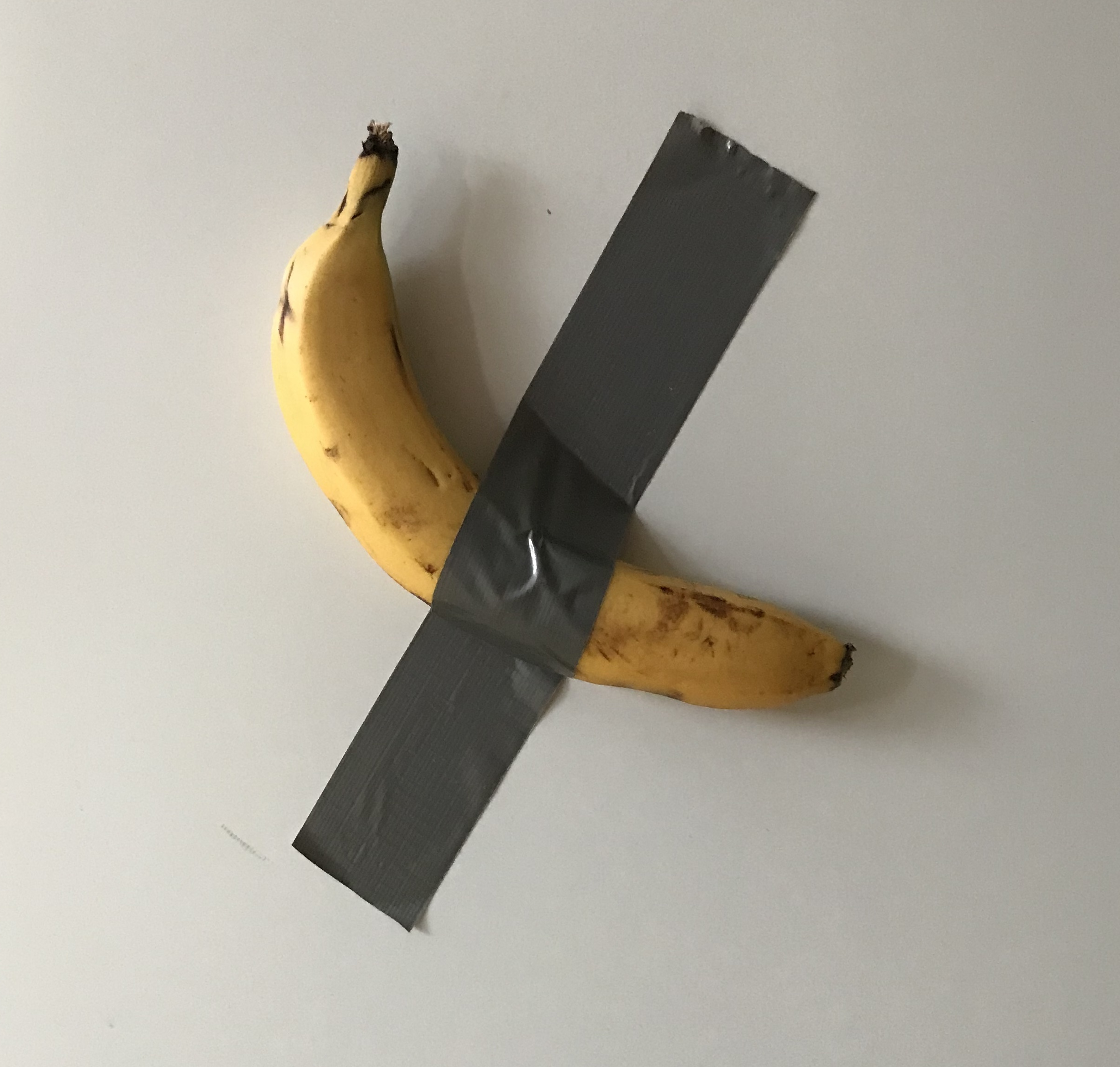
7 decembrie: Banana din lucrarea de artă numită Comedian a italianului Maurizio Cattelan, lucrare constând într-o banană lipită de un perete cu bandă adezivă (cumpărată pentru suma de 120.000 de dolari de un colecționar de artă francez), a fost mâncată de artistul David Datuna, care a spus că „A fost delicioasă” și numind interveția sa Hungry Artist. Galeria Perrotin a înlocuit fructul și a afirmat că lucrarea este o „idee”.

- 4 decembrie: Guvernul din Samoa solicită familiilor care nu au fost vaccinate împotriva rujeolei să arboreze un steag roșu sau o pânză roșie în fața caselor pentru a avertiza pe ceilalți și pentru a ajuta eforturile de vaccinare în masă și lupta împotriva epidemiei, deoarece numărul morților a ajuns la 60 iar cazurile confirmate depășesc 4.000 (populația totală a țării ete de 200.874 oameni).[2]
- 5 decembrie: Cea mai amplă grevă din ultimii 24 de ani, în Franța, pe fondul planului de reformă a pensiilor a președintelui Emmanuel Macron. În mod contradictoriu, sondajele de opinie arată că, deși cei mai mulți francezi sunt favorabili unei reforme a pensiilor, majoritatea susțin de asemenea greva.[3] În 1995 Franța a fost paralizată de proteste care au durat o lună și au obligat guvernul de atunci să renunțe la reformarea sistemului de pensii.
- 7 decembrie: Banana din lucrarea de artă numită Comedian a italianului Maurizio Cattelan. Piesa constând într-o banană lipită de un perete cu bandă adezivă (cumpărată pentru suma de 120.000 de dolari de un colecționar de artă francez) a fost mâncată de artistul David Datuna care a spus că „A fost delicioasă” și numind interveția sa Hungry Artist. Galeria Perrotin a înlocuit fructul și a afirmat că  lucrarea este o „idee”.[1]
- 9 decembrie: Agenția Spațială Europeană atribuie un contract pentru curățarea resturile din spațiu în 2025.[4]
- 9 decembrie: Agenția Mondială Antidoping a anunțat că va impune o interdicție de patru ani pentru Rusia la toate evenimentele sportive internaționale majore, cum ar fi Jocurile Olimpice de vară din 2020, Olimpiada de iarnă 2022 și Campionatul Mondial de Fotbal 2022, din cauza „falsificării datelor controalelor efectuate de laboratorul de la Moscova”. Sportivii ruși care doresc să concureze pot face acest lucru doar ca parte a unei „echipe neutre”.[5]
- 12 decembrie: Președintele Klaus Iohannis a retras decorațiile pentru mai multe persoane publice care au fost condamnate, printre care: Adrian Năstase, Miron Mitrea, Adrian Severin, Dan Voiculescu și Gheorghe Mencinicopschi.[6]
- 17 decembrie: Fostul conducător militar pakistanez, Pervez Musharraf, a fost condamnat la moarte în legătură cu un caz de înaltă trădare. Musharraf a fost în funcție din 1999 până în 2008 după ce a preluat puterea prin lovitură de stat militară. Cazul se referă la situațiile de urgență la nivel național pe care le-a impus după suspendarea constituției din noiembrie 2007.
- 18 decembrie: Arianespace lansează cu succes telescopul spațial CHEOPS al Agenției Spațiale Europene de la centrul spațial Guyana. Observatorul european va căuta noi exoplanete și va putea studia compoziția și structura internă a unei exoplanete.[7]
- 18 decembrie: Camera Reprezentanților a Statelor Unite ale Americii a decis adoptarea articolelor prin care președintele Donald Trump este acuzat pentru abuz de putere și obstrucție a Congresului. Trump devine al treilea președinte american care face obiectul unei proceduri de destituire, după Andrew Johnson în 1868 și Bill Clinton în 1998.[8]
- 21 decembrie: Președintele Klaus Iohannis a depus jurământul în cadrul unei ședințe solemne comune a Parlamentului României pentru al doilea mandat, au participat: Preafericitul Părinte Daniel, Patriarhul Bisericii Ortodoxe Române, Înaltpreasfințitul Ioan Robu, Arhiepiscop Romano-Catolic al Arhidiecezei de București, Alteța Sa Regală Principesa Margareta a României, fostul președinte al României, Emil Constantinescu, președintele Curții Constituționale, Valer Dorneanu, președintele Înaltei Curți de Casație și Justiție, Corina Corbu, prim-ministrul României, Ludovic Orban, președintele Federației Comunităților Evreiești din România, Aurel Vainer, primarul Municipiului București, Gabriela Firea și președintele Curții de Conturi, Mihai Busuioc. PSD a boicotat ședința.
- 23 decembrie: A fost inaugurat un pod feroviar peste strâmtoarea Kerci care leagă Rusia și Crimeea, cel mai lung din Europa.

## Decese
- 1 decembrie: Lil Bub, 8 ani, pisică faimoasă, cu o înfățișare unică (n. 2011)
- 2 decembrie: D. C. Fontana (Dorothy Catherine Fontana), 80 ani, scenaristă americană de TV (n. 1939)
- 5 decembrie: Nichita Adăniloaie, 92 ani, istoric român (n. 1927)
- 6 decembrie: Ron Saunders (Ronald Saunders), 87 ani, fotbalist (atacant) și antrenor englez (n. 1932)
- 8 decembrie: Haralambie Cotarcea, 78 ani, politician român (n. 1941)
- 8 decembrie: Hirokazu Kanazawa, 88 ani, maestru japonez de arte marțiale (n. 1931)
- 8 decembrie: Juice WRLD (n. Jarad Anthony Higgins), 21 ani, rapper american (n. 1998)
- 9 decembrie: Marie Fredriksson, 61 ani, cântăreață, cantautoare și pianistă suedeză (n. 1958)
- 10 decembrie: Mia Barbu (n. Maria Barbu), 94 ani, interpretă română de muzică populară și romanțe, profesoară (n. 1925)
- 10 decembrie: Ilie Plătică-Vidovici, 68 ani, senator român (n. 1951)
- 12 decembrie: Danny Aiello (Daniel Louis Aiello Jr.), 86 ani, actor american de film (n. 1933)
- 13 decembrie: Christopher Jackson, politician britanic (n. 1935)
- 14 decembrie: Anna Karina (n. Hanne Karen Blarke Bayer), 79 ani, actriță, regizoare și scenaristă daneză de film (n. 1940)
- 15 decembrie: Constantin Bușe, 80 ani, profesor universitar și cercetător istoric de excepție, român (n. 1939)
- 16 decembrie: Peter Larkin, 93 ani, scenograf american (n. 1926)
- 19 decembrie: Saoul Mamby (Saoul Paul Mamby), 72 ani, boxer american (n. 1947)
- 20 decembrie: Roland Matthes, 69 ani, înotător german (n. 1950)
- 21 decembrie: Martin Peters (Martin Stanford Peters), 76 ani, fotbalist englez, campion mondial (1966), (n. 1943)
- 23 decembrie: Mihail Faerberg, 73 ani, medic sovietic și rus (n. 1946)
- 24 decembrie: Alexandru Marinescu, 83 ani, zoolog, oceanolog, istoric al științelor și muzeolog român (n. 1936)
- 25 decembrie: Mahmut Gareev, 96 ani, general rus, istoric și om de științe militare (n. 1923)
- 26 decembrie: Nicolas Estgen, 89 ani, om politic luxemburghez, membru al Parlamentului European (1979–1984), (n. 1930)
- 26 decembrie: Sue Lyon (Suellyn Lyon), 73 ani, actriță americană de film (n. 1946)
- 30 decembrie: Don Alden Adams, 94 ani, președinte al Watch Tower Bible și Tract Society of Pennsylvania (n. 1925)
- 30 decembrie: Syd Mead (Sydney Jay Mead), 86 ani, designer industrial american (n. 1933)
- 31 decembrie: Ratko Janev, 80 ani, fizician atomist iugoslav și sârb (n. 1939)